# TBN 제주매거진
TBN 제주매거진은 TBN 제주교통방송(제주 FM 105.5㎒, 광해악 FM 105.5㎒, 서귀포 FM 105.9㎒)에서 평일 오후 4시 05분부터 5시 52분까지 방송되는 제주 전 지역의 생활정보, 교양, 음악 프로그램이다.

## 프로그램 소개
- 최신 트렌드부터 사회, 문화, 스포츠, 생생한 취재 현장까지! 다양한 지역밀착형 이슈들을 집중 조명합니다.

## 요일 코너

### 월요일
- 동네방네 뉴스 : 제주 곳곳의 소식을 전달 (지역 통신원)
- 친절한 경제 : 알아두면 쓸모있는 경제 상식 (매경닷컴 안서진 기자)
- 오프 더 레코드 : 생생한 취재현장 뒷이야기 (미디어제주 고원상 기자)

### 화요일
- 글로벌 통신 : 세계 소식 전달 (국제뉴스 문서현 기자)
- 공공 와이파이 : 제주 공공기관의 시민 정책 소개
- WHAT IF : 상상을 통한 사회 진단 (독립언론 오롯 김은애 기자)

### 수요일
- 스포츠 하이라이트 : 주간 스포츠 이슈 정리 (최동호 스포츠칼럼니스트)
- 과학자의 심리여행 : 일상의 심리를 과학으로 분석 (김다희 인지과학자)
- 주간 뉴스클리핑 : 제주 주간 뉴스 정리 (미디어제주 고원상 기자)

### 목요일
- 부동산을 알려줘 : 국내 부동산 이슈 설명 (제주대 이호진 교수)
- 이슈 TALK : 핫이슈 취재 및 인물 인터뷰
- 안전한 제주 : 도내 안전 소식 (제주소방안전본부 박용태 소방장)
- 새로 쓰는 날씨 이야기 : 제주 날씨/재난 정보 (유종인 한국자연재난협회 제주특별자치도지부장)

### 금요일
- 와글와글 댓글뉴스 : 화제의 인터넷 뉴스 (김수정 리포터)
- 에코백 : 제주 환경 소식 (제주환경운동연합 최슬기 국장)
- 내손안에 디지털 : IT 상식 소개 (김민후 IT 커뮤니케이터)